# Sindrome da delezione 22q11
La sindrome da delezione di 22q11.2 (detta anche Sindrome di DiGeorge ) è una malattia causata dalla delezione di una porzione del braccio lungo del cromosoma 22. Avviene vicino al centromero ed è situata in 22q11.2. Colpisce 1 ogni 4 000 nati vivi.
Le caratteristiche e i risultati della sindrome variano ampiamente e possono colpire vari organi e sistemi, tutti ricollegabili in qualche modo alle regioni anatomiche di testa, collo e mediastino. Sintomi caratteristici includono: difetti cardiaci, anomalie facciali, immunodeficienza T, palatoschisi, ipocalcemia. Possono essere, inoltre, presenti anomalie epatiche, difficoltà d'apprendimento, malattie autoimmuni come l'artrite reumatoide e un aumentato rischio di malattia mentale.
È un deficit delle cellule T causato dal mancato sviluppo della terza e quarta tasca faringea (che dà origine a timo, paratiroidi e all'ultimo corpo branchiale).
Microdelezioni nella regione 22q11 sono associati ad un rischio 30 volte superiore al normale di sviluppare la schizofrenia.

## Nomenclatura
I sintomi della delezione di 22q11.2 sono così vari, da essere stati descritti, raggruppati, in molte sindromi. Queste includono la sindrome velo-cardio-facciale (chiamata anche sindrome di Shprintzen), la sindrome di DiGeorge e altre. 
L'acronimo CATCH-22 era usato per indicare genericamente i sintomi più diffusi della sindrome:
- C = cardiac defects (difetti cardiaci),
- A = abnormal facies (anomalie facciali),
- T = thymic hypoplasia (ipoplasia del timo),
- C = cleft palate (palatoschisi),
- H = hypocalcemia (ipocalcemia).

## Causa
La sindrome è causata dalla delezione di 3 milioni di basi, nell'85% dei soggetti, mentre, nell'8% di sole 1,5 milioni di basi, sul braccio lungo. Le due condizioni non evidenziano differenze cliniche. In altri casi, alcuni pazienti possono presentare i medesimi sintomi con una delezione nel braccio corto del cromosoma 10.

## Clinica
Il quadro clinico è caratterizzato da:
- deficit variabile dell'immunità cellula mediata, che compromette le difese verso infezioni virali e fungine.
- Tetania (per assenza delle paratiroidi con conseguente ipocalcemia)
- Malformazioni congenite di cuore e grandi vasi
- Facies tipica (occhi simil mongoloidi e bocca a carpa)[6]

Le IgG e le IgA sono difettive e l'autopsia dimostra che i pazienti posseggono un timo di dimensioni ridotte.
Con il passare del tempo alcuni pazienti riescono a produrre linfociti T funzionanti ma la maggior parte diviene immunocompetente, per i linfociti T, solo dopo il trapianto di timo.

## Genetica
Di norma la sindrome è causata da una nuova mutazione, tuttavia può esserci anche una trasmissione familiare autosomica dominante (<5% dei casi) che produce sintomi più lievi.
La regione deleta contiene 30 geni, non tutti bene caratterizzati. Alcuni di questi geni sono in condizione di aplosufficienza, dunque non danno problemi medici in quanto supplisce alle loro funzioni il cromosoma omologo sano; altri, invece, sono aploinsufficienti, e sono questi a provocare i danni fisici.
Il gene più importante per l'insorgenza dei sintomi della sindrome è TBX1, un fattore di trascrizione che induce l'attivazione di altri fattori di trascrizione, particolarmente espresso nelle tasche branchiali III e IV, durante la vita embrionale, ciò spiega le modificazioni degli organi che origineranno in questa area (faccia, bocca, timo, cuore). TBX1 non è espresso nel cervello, quindi i danni cerebrali fanno presumere l'alterazione di qualche altro gene.